# Anders Ohlsson (byggmästare)
Anders Ohlsson, född 7 juli 1853 i Stora Mellösa socken i Närke, död 21 september 1924 i Linköping i Östergötland, var en svensk byggmästare och landstingsman i Linköping 1913-1918.

## Källa
- Östergötlands läns landsting 1863-1962 : porträttgalleri / 178; (1962), Landstingsmän 1863-1962. Author: Sven Gösta Thulin; Tema: Östergötland, Biography and Genealogy.